# Temporada da NHL de 2009–10
A temporada da NHL de 2009–10, a 92.ª da história da liga, realizou-se entre 1 de outubro de 2009 e 12 de abril de 2010.

## Temporada regular
Para esta temporada, o teto salarial para cada time foi aumentado em apenas 100 mil dólares, passando para 56,8 milhões de dólares. Com isso, o piso salarial para cada time passou para 40,8 milhões de dólares. Muitos times próximos do teto salarial neste ano assinaram diversos contratos de apenas um ano, na expectativa de que o teto caia para a temporada de 2010-11.
Esta temporada não teve um Jogo das Estrelas, devido à pausa para que vários jogadores participem das Olimpíadas de Inverno, entre 15 e 28 de fevereiro, em Vancouver. O fato de a Olimpíada ser realizada em Vancouver fez com que os Canucks enfrentassem a maior série de jogos fora de casa da história da NHL, catorze, entre 27 de janeiro de 13 de março.
A temporada foi aberta com quatro jogos na Europa: Red Wings e Blues enfrentaram-se em dois jogos em Estocolmo, na Suécia, enquanto Blackhawks e Panthers também jogaram duas vezes, em Helsinque, na Finlândia. Foi o terceiro ano seguido em que a liga abriu a temporada com jogos na Europa, o segundo ano consecutivo com jogos na Suécia. A liga também promoveu a terceira versão do Clássico de Inverno, jogo realizado em um estádio a céu aberto, em 1 de janeiro de 2010, no Fenway Park, estádio de beisebol do Boston Red Sox: os Bruins receberam os Flyers e venceram por 2 a 1 na prorrogação.
Ao longo da temporada foi estabelecido o recorde de partidas que foram para a prorrogação, que era de 282 (estabelecido em 2008-09), e o de partidas que foram para a prorrogação, que era de 164 (estabelecido em 2006-07). Também foi estabelecido o recorde de disputas de pênaltis que foram à décima cobrança de cada lado ou mais, que agora é de sete. Os Bruins ainda tornaram-se o primeiro time na história da NHL a marcar três gols em uma mesma desvantagem numérica, contra os Hurricanes, em 10 de abril, igualando o mesmo total do time ao longo do restante da temporada até ali.

### Classificação final
Times em verde classificaram-se aos playoffs. Times em amarelo conquistaram suas respectivas divisões. Time em laranja conquistou sua conferência. Time em vermelho conquistou o Troféu dos Presidentes, com a melhor campanha da liga. Números entre parênteses indicam a classificação na conferência. Líderes de divisão são automaticamente classificados como os três primeiros da conferência. Os oito primeiros em cada conferência classificam-se aos playoffs.

#### Conferência Leste
| Divisão do Atlântico    | J  | V  | D  | DP | GP  | GC  | PG  |
| ----------------------- | -- | -- | -- | -- | --- | --- | --- |
| New Jersey Devils (2)   | 82 | 48 | 27 | 7  | 222 | 191 | 103 |
| Pittsburgh Penguins (4) | 82 | 47 | 28 | 7  | 257 | 237 | 101 |
| Philadelphia Flyers (7) | 82 | 41 | 35 | 6  | 236 | 225 | 88  |
| New York Rangers (9)    | 82 | 38 | 33 | 11 | 222 | 218 | 87  |
| New York Islanders (13) | 82 | 34 | 37 | 11 | 222 | 264 | 79  |

| Divisão Nordeste         | J  | V  | D  | DP | GP  | GC  | PG  |
| ------------------------ | -- | -- | -- | -- | --- | --- | --- |
| Buffalo Sabres (3)       | 82 | 45 | 27 | 10 | 235 | 207 | 100 |
| Ottawa Senators (5)      | 82 | 44 | 36 | 6  | 225 | 238 | 94  |
| Boston Bruins (6)        | 82 | 39 | 30 | 13 | 206 | 200 | 91  |
| Montreal Canadiens (8)   | 82 | 39 | 33 | 10 | 217 | 223 | 88  |
| Toronto Maple Leafs (15) | 82 | 30 | 38 | 14 | 214 | 267 | 74  |

| Divisão Sudeste          | J  | V  | D  | DP | GP  | GC  | PG  |
| ------------------------ | -- | -- | -- | -- | --- | --- | --- |
| Washington Capitals (1)  | 82 | 54 | 15 | 13 | 318 | 233 | 121 |
| Atlanta Thrashers (10)   | 82 | 35 | 34 | 13 | 234 | 256 | 83  |
| Carolina Hurricanes (11) | 82 | 35 | 37 | 10 | 230 | 256 | 80  |
| Tampa Bay Lightning (12) | 82 | 34 | 36 | 12 | 217 | 260 | 80  |
| Florida Panthers (14)    | 82 | 32 | 37 | 13 | 208 | 244 | 77  |

#### Conferência Oeste
| Divisão Central            | J  | V  | D  | DP  | GP  | GC  | PG  |
| -------------------------- | -- | -- | -- | --- | --- | --- | --- |
| Chicago Blackhawks (2)     | 82 | 52 | 22 | 108 | 295 | 244 | 112 |
| Detroit Red Wings (5)      | 82 | 44 | 24 | 14  | 229 | 216 | 102 |
| Nashville Predators (7)    | 82 | 47 | 29 | 6   | 225 | 225 | 100 |
| St. Louis Blues (9)        | 82 | 40 | 32 | 10  | 225 | 223 | 90  |
| Columbus Blue Jackets (14) | 82 | 32 | 35 | 15  | 216 | 259 | 79  |

| Divisão Noroeste       | J  | V  | D  | DP | GP  | GC  | PG  |
| ---------------------- | -- | -- | -- | -- | --- | --- | --- |
| Vancouver Canucks (3)  | 82 | 49 | 28 | 5  | 272 | 222 | 103 |
| Colorado Avalanche (8) | 82 | 43 | 30 | 9  | 244 | 233 | 95  |
| Calgary Flames (10)    | 82 | 40 | 32 | 10 | 204 | 210 | 90  |
| Minnesota Wild (13)    | 82 | 38 | 36 | 8  | 219 | 246 | 84  |
| Edmonton Oilers (15)   | 82 | 27 | 47 | 8  | 214 | 284 | 62  |

| Divisão do Pacífico   | J  | V  | D  | DP | GP  | GC  | PG  |
| --------------------- | -- | -- | -- | -- | --- | --- | --- |
| San Jose Sharks (1)   | 82 | 51 | 20 | 11 | 264 | 215 | 113 |
| Phoenix Coyotes (4)   | 82 | 50 | 25 | 7  | 225 | 202 | 107 |
| Los Angeles Kings (6) | 82 | 46 | 27 | 9  | 241 | 219 | 101 |
| Anaheim Ducks (11)    | 82 | 39 | 32 | 11 | 238 | 251 | 89  |
| Dallas Stars (12)     | 82 | 37 | 31 | 14 | 237 | 254 | 88  |

### Artilheiros
Lista completa (em inglês)
J = jogos disputados; G = gols; A = assistências; Pts = pontos; +/– = mais/menos; PIM = minutos de penalidades
| Jogador            | Time                | J  | G  | A  | Pts | +/– | PIM |
| ------------------ | ------------------- | -- | -- | -- | --- | --- | --- |
| Henrik Sedin       | Vancouver Canucks   | 82 | 29 | 83 | 112 | +35 | 48  |
| Sidney Crosby      | Pittsburgh Penguins | 81 | 51 | 58 | 109 | +15 | 71  |
| Alexander Ovechkin | Washington Capitals | 72 | 50 | 59 | 109 | +45 | 89  |
| Nicklas Backstrom  | Washington Capitals | 82 | 33 | 68 | 101 | +37 | 50  |
| Steven Stamkos     | Tampa Bay Lightning | 82 | 51 | 44 | 95  | -2  | 38  |
| Martin St. Louis   | Tampa Bay Lightning | 82 | 29 | 65 | 94  | -8  | 12  |
| Brad Richards      | Dallas Stars        | 80 | 24 | 67 | 91  | -12 | 14  |
| Joe Thornton       | San Jose Sharks     | 79 | 20 | 69 | 89  | +17 | 54  |
| Patrick Kane       | Chicago Blackhawks  | 82 | 30 | 58 | 88  | +16 | 20  |
| Marián Gaborik     | New York Rangers    | 76 | 42 | 44 | 86  | +15 | 37  |

## Playoffs da Copa Stanley
A liga colocou os playoffs de 2009-10 entre seus melhores de todos os tempos, graças aos índices de audiência, à venda de mercadorias e ao tráfego em seu site.

### Tabela
|  | Quartas-de-final de conferência | Quartas-de-final de conferência | Quartas-de-final de conferência |   |                     | Semifinais de conferência | Semifinais de conferência | Semifinais de conferência |  |   | Finais de Conferência | Finais de Conferência | Finais de Conferência |  |    | Finais da Copa Stanley | Finais da Copa Stanley | Finais da Copa Stanley |
|  |                                 |                                 |                                 |   |                     |                           |                           |                           |  |   |                       |                       |                       |  |    |                        |                        |                        |
|  | 1                               | Washington Capitals             | 3                               |   |                     |                           |                           |                           |  |   |                       |                       |                       |  |    |                        |                        |                        |
|  | 8                               | Montreal Canadiens              | 4                               |   |                     |                           |                           |                           |  |   |                       |                       |                       |  |    |                        |                        |                        |
|  | 8                               | Montreal Canadiens              | 4                               |   | 4                   | Pittsburgh Penguins       | 3                         |                           |  |   |                       |                       |                       |  |    |                        |                        |                        |
|  |                                 |                                 |                                 |   | 4                   | Pittsburgh Penguins       | 3                         |                           |  |   |                       |                       |                       |  |    |                        |                        |                        |
|  |                                 | 8                               | Montreal Canadiens              | 4 |                     |                           |                           |                           |  |   |                       |                       |                       |  |    |                        |                        |                        |
|  | 2                               | 8                               | Montreal Canadiens              | 4 | New Jersey Devils   | 1                         |                           |                           |  |   |                       |                       |                       |  |    |                        |                        |                        |
|  | 2                               |                                 |                                 |   | New Jersey Devils   | 1                         |                           |                           |  |   |                       |                       |                       |  |    |                        |                        |                        |
|  | 7                               | Philadelphia Flyers             | 4                               |   |                     |                           |                           |                           |  |   |                       |                       |                       |  |    |                        |                        |                        |
|  | 7                               | Philadelphia Flyers             | 4                               |   |                     |                           |                           |                           |  | 7 | Philadelphia Flyers   | 4                     |                       |  |    |                        |                        |                        |
|  | Conferência Leste               |                                 |                                 |   |                     |                           |                           |                           |  | 7 | Philadelphia Flyers   | 4                     |                       |  |    |                        |                        |                        |
|  |                                 | 8                               | Montreal Canadiens              | 1 |                     |                           |                           |                           |  |   |                       |                       |                       |  |    |                        |                        |                        |
|  | 3                               | 8                               | Montreal Canadiens              | 1 | Buffalo Sabres      | 2                         |                           |                           |  |   |                       |                       |                       |  |    |                        |                        |                        |
|  | 3                               |                                 |                                 |   | Buffalo Sabres      | 2                         |                           |                           |  |   |                       |                       |                       |  |    |                        |                        |                        |
|  | 6                               | Boston Bruins                   | 4                               |   |                     |                           |                           |                           |  |   |                       |                       |                       |  |    |                        |                        |                        |
|  | 6                               | Boston Bruins                   | 4                               |   | 6                   | Boston Bruins             | 3                         |                           |  |   |                       |                       |                       |  |    |                        |                        |                        |
|  |                                 |                                 |                                 |   | 6                   | Boston Bruins             | 3                         |                           |  |   |                       |                       |                       |  |    |                        |                        |                        |
|  |                                 | 7                               | Philadelphia Flyers             | 4 |                     |                           |                           |                           |  |   |                       |                       |                       |  |    |                        |                        |                        |
|  | 4                               | 7                               | Philadelphia Flyers             | 4 | Pittsburgh Penguins | 4                         |                           |                           |  |   |                       |                       |                       |  |    |                        |                        |                        |
|  | 4                               |                                 |                                 |   | Pittsburgh Penguins | 4                         |                           |                           |  |   |                       |                       |                       |  |    |                        |                        |                        |
|  | 5                               | Ottawa Senators                 | 2                               |   |                     |                           |                           |                           |  |   |                       |                       |                       |  |    |                        |                        |                        |
|  | 5                               | Ottawa Senators                 | 2                               |   |                     |                           |                           |                           |  |   |                       |                       |                       |  | L7 | Philadelphia Flyers    | 2                      |                        |
|  |                                 |                                 |                                 |   |                     |                           |                           |                           |  |   |                       |                       |                       |  | L7 | Philadelphia Flyers    | 2                      |                        |
|  |                                 | O2                              | Chicago Blackhawks              | 4 |                     |                           |                           |                           |  |   |                       |                       |                       |  |    |                        |                        |                        |
|  | 1                               | O2                              | Chicago Blackhawks              | 4 | San Jose Sharks     | 4                         |                           |                           |  |   |                       |                       |                       |  |    |                        |                        |                        |
|  | 1                               |                                 |                                 |   | San Jose Sharks     | 4                         |                           |                           |  |   |                       |                       |                       |  |    |                        |                        |                        |
|  | 8                               | Colorado Avalanche              | 2                               |   |                     |                           |                           |                           |  |   |                       |                       |                       |  |    |                        |                        |                        |
|  | 8                               | Colorado Avalanche              | 2                               |   | 1                   | San Jose Sharks           | 4                         |                           |  |   |                       |                       |                       |  |    |                        |                        |                        |
|  |                                 |                                 |                                 |   | 1                   | San Jose Sharks           | 4                         |                           |  |   |                       |                       |                       |  |    |                        |                        |                        |
|  |                                 | 5                               | Detroit Red Wings               | 1 |                     |                           |                           |                           |  |   |                       |                       |                       |  |    |                        |                        |                        |
|  | 2                               | 5                               | Detroit Red Wings               | 1 | Chicago Blackhawks  | 4                         |                           |                           |  |   |                       |                       |                       |  |    |                        |                        |                        |
|  | 2                               |                                 |                                 |   | Chicago Blackhawks  | 4                         |                           |                           |  |   |                       |                       |                       |  |    |                        |                        |                        |
|  | 7                               | Nashville Predators             | 2                               |   |                     |                           |                           |                           |  |   |                       |                       |                       |  |    |                        |                        |                        |
|  | 7                               | Nashville Predators             | 2                               |   |                     |                           |                           |                           |  | 1 | San Jose Sharks       | 0                     |                       |  |    |                        |                        |                        |
|  | Conferência Oeste               |                                 |                                 |   |                     |                           |                           |                           |  | 1 | San Jose Sharks       | 0                     |                       |  |    |                        |                        |                        |
|  |                                 | 2                               | Chicago Blackhawks              | 4 |                     |                           |                           |                           |  |   |                       |                       |                       |  |    |                        |                        |                        |
|  | 3                               | 2                               | Chicago Blackhawks              | 4 | Vancouver Canucks   | 4                         |                           |                           |  |   |                       |                       |                       |  |    |                        |                        |                        |
|  | 3                               |                                 |                                 |   | Vancouver Canucks   | 4                         |                           |                           |  |   |                       |                       |                       |  |    |                        |                        |                        |
|  | 6                               | Los Angeles Kings               | 2                               |   |                     |                           |                           |                           |  |   |                       |                       |                       |  |    |                        |                        |                        |
|  | 6                               | Los Angeles Kings               | 2                               |   | 2                   | Chicago Blackhawks        | 4                         |                           |  |   |                       |                       |                       |  |    |                        |                        |                        |
|  |                                 |                                 |                                 |   | 2                   | Chicago Blackhawks        | 4                         |                           |  |   |                       |                       |                       |  |    |                        |                        |                        |
|  |                                 | 3                               | Vancouver Canucks               | 2 |                     |                           |                           |                           |  |   |                       |                       |                       |  |    |                        |                        |                        |
|  | 4                               | 3                               | Vancouver Canucks               | 2 | Phoenix Coyotes     | 3                         |                           |                           |  |   |                       |                       |                       |  |    |                        |                        |                        |
|  | 4                               |                                 |                                 |   | Phoenix Coyotes     | 3                         |                           |                           |  |   |                       |                       |                       |  |    |                        |                        |                        |
|  | 5                               | Detroit Red Wings               | 4                               |   |                     |                           |                           |                           |  |   |                       |                       |                       |  |    |                        |                        |                        |

Em cada fase, o time de classificação mais alta em cada conferência é pareado contra o de menor classificação remanescente e tem o mando de gelo, o que dá a ele um máximo de quatro jogos em casa, com o outro time podendo jogar em casa no máximo três vezes. Nas finais da Copa Stanley, o mando de gelo é determinado pelo número de pontos na temporada regular. Cada série melhor-de-sete segue o formato 2-2-1-1-1. Isso significa que o time melhor classificado jogará em casa os jogos 1 e 2, além dos jogos 5 e 7, se necessários; o adversário jogará em casa nos jogos 3 e 4, e no jogo 6, se necessário.